# 周厚坤

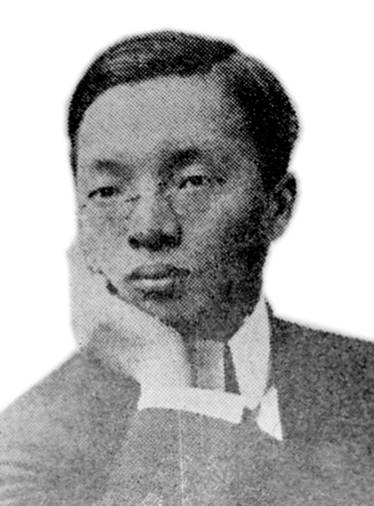
周厚坤

周厚坤（1889年—20世纪60年代？），字朋西，江苏无锡人，中文打字机之父，也是美国首位航空工程硕士毕业生。夏偕复之婿。

## 生平
周厚坤于1900年起先后就读于南洋公学（附属小学1903年夏季15名首批毕业生之一；附属中学1908年夏季高等预科第六届44名毕业生之一，电机科）、唐山路矿学堂。1910年作为第二批庚子赔款留美生前往美国留学，一起被录取的还有赵元任（第2名）、竺可桢（第28名）、胡适（第55名）等人。据《竺可桢日记》，竺氏1948年曾从原燕京大学副教授严群得到严父（对比第一次庚子赔款留美学生列表应为福建省第一位庚款留美生严家驺——思想家、翻译家严复族侄、堂弟之子）所遗留之伊利诺中国学生会1910年之照片一张，共有33人包含周氏与竺氏一同合照，唯周氏是竺氏不通音问者四人之一。
周氏第一站是伊利诺伊大学，入铁路工程科。在得知中俄关系紧张后，周厚坤于1912年转入麻省理工学院研究海军建筑学，以期利用所学知识随时为祖国效命，期间于1912年发明了第一台中文打字机。周氏于1912与1914年接连获得机械工程及海军建筑学双学士学位。
后又就读于麻省理工学院开设的全美首个航空工程课程，并于1915年获硕士学位，成为美国第一位航空工程硕士毕业生。此后在柯蒂斯飞机公司任工程师，1916年获美国航空俱乐部奖。
周氏於1916年因父親病重回国，进入上海商务印书馆工作，试制了他发明的中文打字机，不过仍不够完善，难以投入生产；周氏因第三次製造打字機未獲東家商務印書館資助，於1918年2月27日離職。此打字机后由舒震东改进而制成舒式打字机。周氏在1918年在汉冶萍煤铁公司（1908年汉阳铁厂與另兩家鐵廠合併）出任技術課課長；1920年3月6日獲得振冶公司聘为总工程师，1921年兼任公務長；推測周氏1922年前後進入輪船招商局工作，並於1922年至1923年进入交通大学（1904年之前名為南洋公學）兼任，任教于机械科。1926年周氏发明的新式华文打字机，参展美国费城世界博览会荣获“大奖章”。
周氏于1931年出任新成立的航政局技术员，后因病辞职。隔年长江湘鄂段洪水泛滥成灾，周氏和席德炯工程师一起参与建造了自汉江桃源镇到江苏慈湖河的大长堤工程，减轻了洪水对汉口和武汉的威胁。1936年，周氏被任命为轮船招商局船务课副主任，同年被派往汉口监督复建内河机器厂。1937年，海利号和海元号相继触礁，周氏参与了两起案件的调查和审讯工作。周氏与麻省理工学院的其他校友一起于1940年成立了上海工业初级学院，担任副校长。
此外，据历史学者冯筱才的书中记载，周氏于1949年以后去往香港，后又迁居美国，并且于50年代委托家人将藏书捐赠给无锡市图书馆。香港中华厂商联合会鉴于周氏有着丰富创办技职学院的经验而向其咨询。周氏曾在香港担任新中国搪瓷器皿制造商协会的经理（最初于1946年在上海成立）和香港搪瓷器皿制造商协会主席。 1959年，他受邀成为香港工业总会的创始成员。

## 著作
- "The Design of a Reinforced Concrete Floating Dock for Service on Upper Yangtze River"，《南洋季刊》创刊号（第一卷第一期），1926年[17]
- <南京与中国未来之钢铁事业>，《南洋大学三十周年纪念征文集》，1926年[18]

## 延伸阅读
[在维基数据编辑]
 《游美同學錄·周厚坤》，出自《游美同學錄》

## 外部連結
- 《漢字王國》：一場塑造現代中國的語言革命 （页面存档备份，存于）